# Alessandro Algardi
Alessandro Algardi (31. července 1598 Bologna – 10. června 1654 Řím) byl italský barokní sochař, činný v zejména Římě, ale také v Bologni, Benátkách a Janově; své práce dodával i do Španělska.

## Źivot

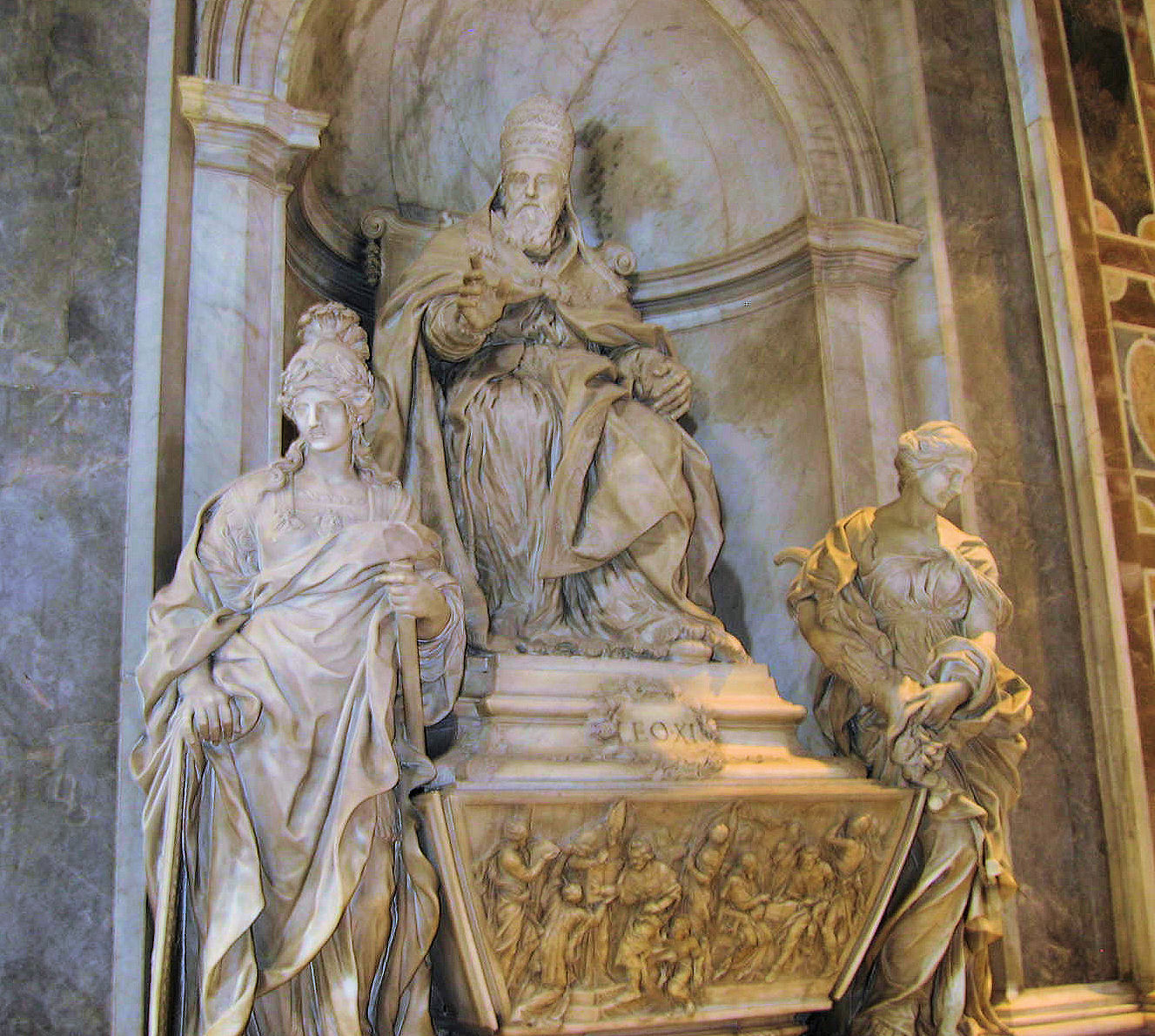
socha Alessandro Algardi

Původně se v rodné Bologni vyučil malířem u Agostina Carraciho. Potom vstoupil do učení k sochaři Giuliu Cesare Conventimu a věnoval se výhradně sochařství, jak monumentálnímu kamenosochařství v mramoru, take plastikám z terakoty nebo odlévaným v bronzu. Dochovaly se rovněž jeho figurální kresby a grafickÝ design zahradních váz. V roce 1625 pracoval v Bologni na menších zakázkách, navrhoval například design šperků a váz, v Benátkách pracoval pro vévodu Ferdinanda I. Mantovského.  Od roku 1630 žil v Římě a poté, co  začal pracovat pro papeže, patřil k hlavním rivalům Gianlorenza Berniniho. Zanechal nejvíce prací v římských chrámech.
Papež Inocenc X. jej za dílo vyznamenal  nejvyšším řádem Kristovým.
Žáky v jeho římském ateliéru byli Ercole Ferrata, Domenico Guidi, Antonio Raggi nebo Girolamo Lucenti. 

## Významná díla

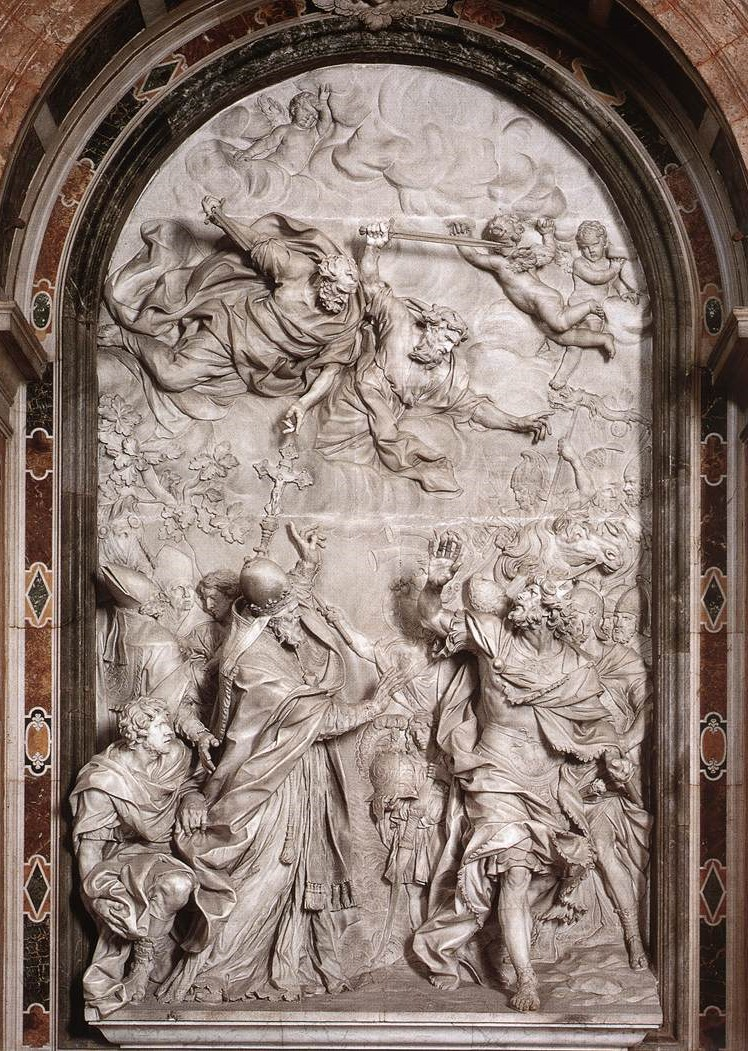
Setkání papeže Lva I. s Attilou

### Řím
- Socha sv. Filipa Neriho v chrámu Santa Maria in Vallicella v Římě (1640)
- Sousoší "Zjevení Panny Marie svatému Mikuláši Tolentinskému", hlavní oltář chrámu sv. Mikuláše Tolentinského v Římě.
- Náhrobek papeže Lva XI. s trůnící postavou papeže mezi alegorickými figurami Obrany a Hojnosti (1644), Bazilika svatého Petra
- Náhrobek papeže Inocence X., černěný bronz (1649-1650), Kapitolská muzea
- Reliéf "Attilův ústup" na oltáři P. Marie v transeptu papežské baziliky sv. Petra ve Vatikánu; představuje svatého papeže Lva I. při setkání s Attilou, který vpadl v čele vojska Hunů do Říma s úmyslem město dobýt a vydrancovat, ale papež jej svým gestem a s nebeskou pomocí ozbrojených apoštolů Petra a Pavla zastavil a obrátil k ústupu. Monumentální dílo o výšce 7,5 metru Algardi začal tesat roku 1644 a dokončil roku 1653, krátce před smrtí.

### Ostatní
- Stětí svatého apoštola Pavla, mramorové sousoší v kostele San Paolo Maggiore v Bologni
- Několik soch v Královském paláci ve španělském Aranjuezu (zejména Neptunova fontána v zahradě), které vytvořil díky přímluvě malíře Diego Velázqueze. Jedna socha z té doby je v augustiniánském klášteře v Salamance.
- Výjimečně spolupracoval na projektech architektury, a to do vily Doria Pamphilii) na okraji Říma, pro papežskou rodinu Pamphiliů (s níž vycházel lépe než jeho konkurent Gianlorenzo Bernini). Architekturu vily navrhl Giovanni Francesco Grimaldi, Algardi se podílel na výzdobě zahrady sochami a kašnami.